# Maltat
Maltat est une commune française située dans le département de Saône-et-Loire, en région Bourgogne-Franche-Comté.

## Géographie

### Climat
Pour des articles plus généraux, voir Climat de la Bourgogne-Franche-Comté et Climat de Saône-et-Loire.
En 2010, le climat de la commune est de type climat océanique dégradé des plaines du Centre et du Nord, selon une étude du Centre national de la recherche scientifique s'appuyant sur une série de données couvrant la période 1971-2000. En 2020, Météo-France publie une typologie des climats de la France métropolitaine dans laquelle la commune est exposée à un climat océanique altéré et est dans la région climatique Centre et contreforts nord du Massif Central, caractérisée par un air sec en été et un bon ensoleillement.
Pour la période 1971-2000, la température annuelle moyenne est de 11,3 °C, avec une amplitude thermique annuelle de 16,6 °C. Le cumul annuel moyen de précipitations est de 964 mm, avec 13,1 jours de précipitations en janvier et 7,6 jours en juillet. Pour la période 1991-2020, la température moyenne annuelle observée sur la station météorologique de Météo-France la plus proche, « Cressy », sur la commune de Cressy-sur-Somme à 4 km à vol d'oiseau, est de 12,0 °C et le cumul annuel moyen de précipitations est de 915,9 mm. 
La température maximale relevée sur cette station est de 41,1 °C, atteinte le 24 juillet 2019 ; la température minimale est de −22 °C, atteinte le 16 janvier 1985,,.
Les paramètres climatiques de la commune ont été estimés pour le milieu du siècle (2041-2070) selon différents scénarios d'émission de gaz à effet de serre à partir des nouvelles projections climatiques de référence DRIAS-2020. Ils sont consultables sur un site dédié publié par Météo-France en novembre 2022.

## Urbanisme

### Typologie
Au 1er janvier 2024, Maltat est catégorisée commune rurale à habitat dispersé, selon la nouvelle grille communale de densité à sept niveaux définie par l'Insee en 2022.
Elle est située hors unité urbaine. Par ailleurs la commune fait partie de l'aire d'attraction de Bourbon-Lancy, dont elle est une commune de la couronne,. Cette aire, qui regroupe 12 communes, est catégorisée dans les aires de moins de 50 000 habitants,.

### Occupation des sols
L'occupation des sols de la commune, telle qu'elle ressort de la base de données européenne d’occupation biophysique des sols Corine Land Cover (CLC), est marquée par l'importance des territoires agricoles (72,9 % en 2018), une proportion sensiblement équivalente à celle de 1990 (73,4 %). La répartition détaillée en 2018 est la suivante : prairies (62,3 %), forêts (24,2 %), zones agricoles hétérogènes (6,1 %), terres arables (4,5 %), zones urbanisées (2,1 %), milieux à végétation arbustive et/ou herbacée (0,8 %). L'évolution de l’occupation des sols de la commune et de ses infrastructures peut être observée sur les différentes représentations cartographiques du territoire : la carte de Cassini (XVIIIe siècle), la carte d'état-major (1820-1866) et les cartes ou photos aériennes de l'IGN pour la période actuelle (1950 à aujourd'hui).

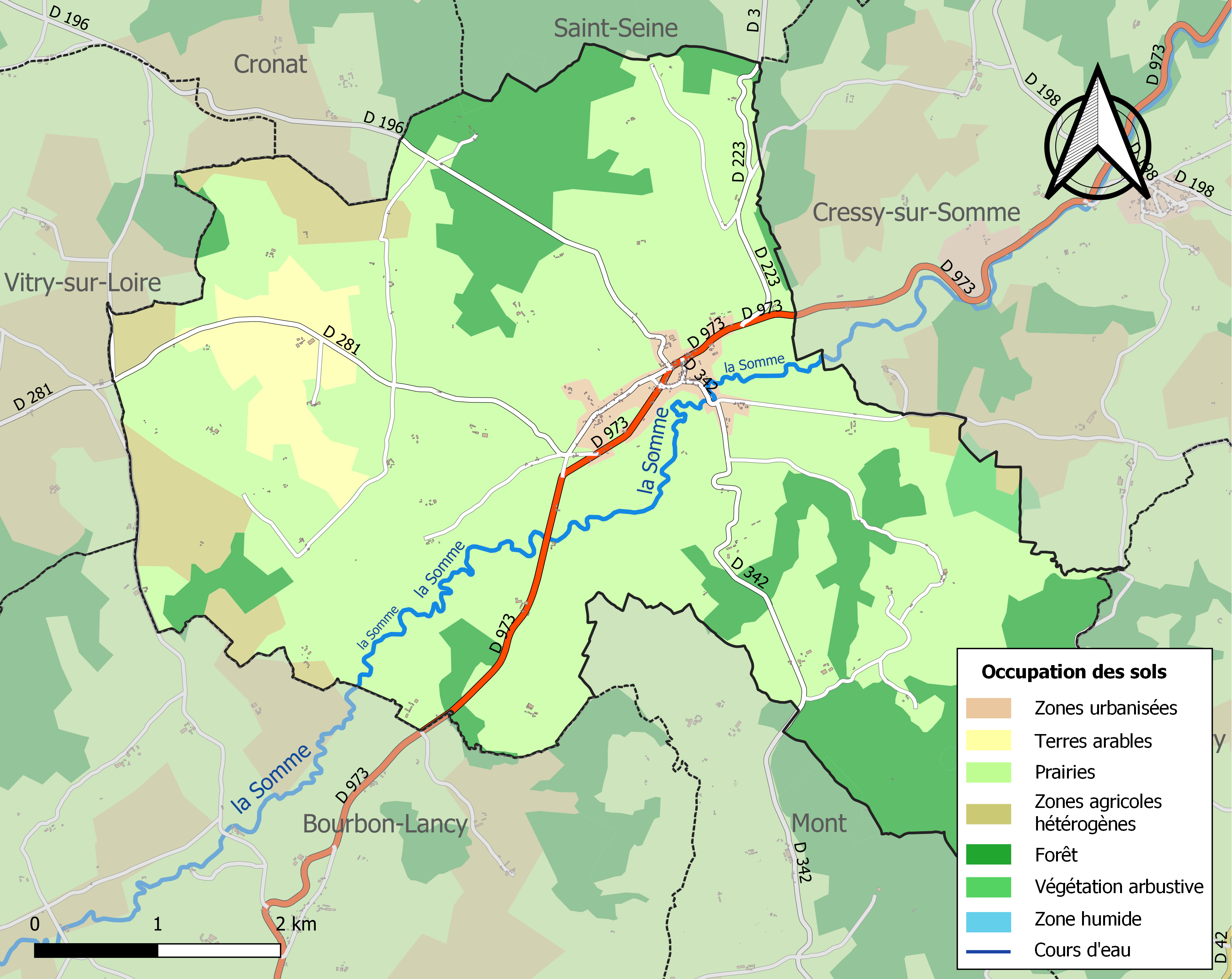
Carte des infrastructures et de l'occupation des sols de la commune en 2018 (CLC).

## Histoire
Le village de Maltat (Maletat) fut habité par une communauté gauloise. Le village était situé sur une route romaine le reliant à la ville d'Autun (Augustodunum).
Saint Syagre est le patron de la paroisse de Maltat, évêque d’Autun à la fin du VIe siècle. Elle dépendait du monastère de Saint-Martin d’Autun qu’il fonda.
Au Moyen Âge, une léproserie dont il ne reste plus aucune trace et une église furent construites.
En avril 1164, le pape Alexandre III délivre une bulle, confirmant toutes les donations faites jadis à l'abbaye Saint-Martin d'Autun, dont la cure de ecclesiam de « Meletaco ».

## Politique et administration
| Période                                  | Période   | Identité         | Étiquette | Qualité |
| ---------------------------------------- | --------- | ---------------- | --------- | ------- |
| mars 2001                                | mars 2008 | Antoine d’Arces  |           |         |
| mars 2008                                | mai 2020  | Bernard Morlet   |           |         |
| mai 2020                                 | en cours  | Christine RACINE |           |         |
| Les données manquantes sont à compléter. |           |                  |           |         |

## Culte
Maltat relève de la paroisse Saint-Jean-l’Évangéliste des communautés bourbonniennes, qui compte 10 communes et dont le siège se trouve à Bourbon-Lancy.

## Démographie
L'évolution du nombre d'habitants est connue à travers les recensements de la population effectués dans la commune depuis 1793. Pour les communes de moins de 10 000 habitants, une enquête de recensement portant sur toute la population est réalisée tous les cinq ans, les populations de référence des années intermédiaires étant quant à elles estimées par interpolation ou extrapolation. Pour la commune, le premier recensement exhaustif entrant dans le cadre du nouveau dispositif a été réalisé en 2007.

En 2022, la commune comptait 280 habitants, en évolution de −2,1 % par rapport à 2016 (Saône-et-Loire : −1,06 %, France hors Mayotte : +2,11 %).
| 1793 | 1800 | 1806 | 1821 | 1831 | 1836 | 1841 | 1846 | 1851 |
| ---- | ---- | ---- | ---- | ---- | ---- | ---- | ---- | ---- |
| 735  | 613  | 604  | 778  | 754  | 671  | 716  | 823  | 861  |

| 1856 | 1861 | 1866 | 1872 | 1876 | 1881 | 1886 | 1891  | 1896  |
| ---- | ---- | ---- | ---- | ---- | ---- | ---- | ----- | ----- |
| 793  | 812  | 886  | 756  | 887  | 916  | 956  | 1 000 | 1 007 |

| 1901 | 1906 | 1911 | 1921 | 1926 | 1931 | 1936 | 1946 | 1954 |
| ---- | ---- | ---- | ---- | ---- | ---- | ---- | ---- | ---- |
| 995  | 909  | 856  | 702  | 651  | 607  | 583  | 584  | 553  |

| 1962 | 1968 | 1975 | 1982 | 1990 | 1999 | 2006 | 2007 | 2012 |
| ---- | ---- | ---- | ---- | ---- | ---- | ---- | ---- | ---- |
| 520  | 491  | 438  | 392  | 344  | 306  | 286  | 283  | 294  |

| 2017 | 2022 | - | - | - | - | - | - | - |
| ---- | ---- | - | - | - | - | - | - | - |
| 283  | 280  | - | - | - | - | - | - | - |

## Culture locale et patrimoine

### Lieux et monuments
Est à voir à Maltat : 

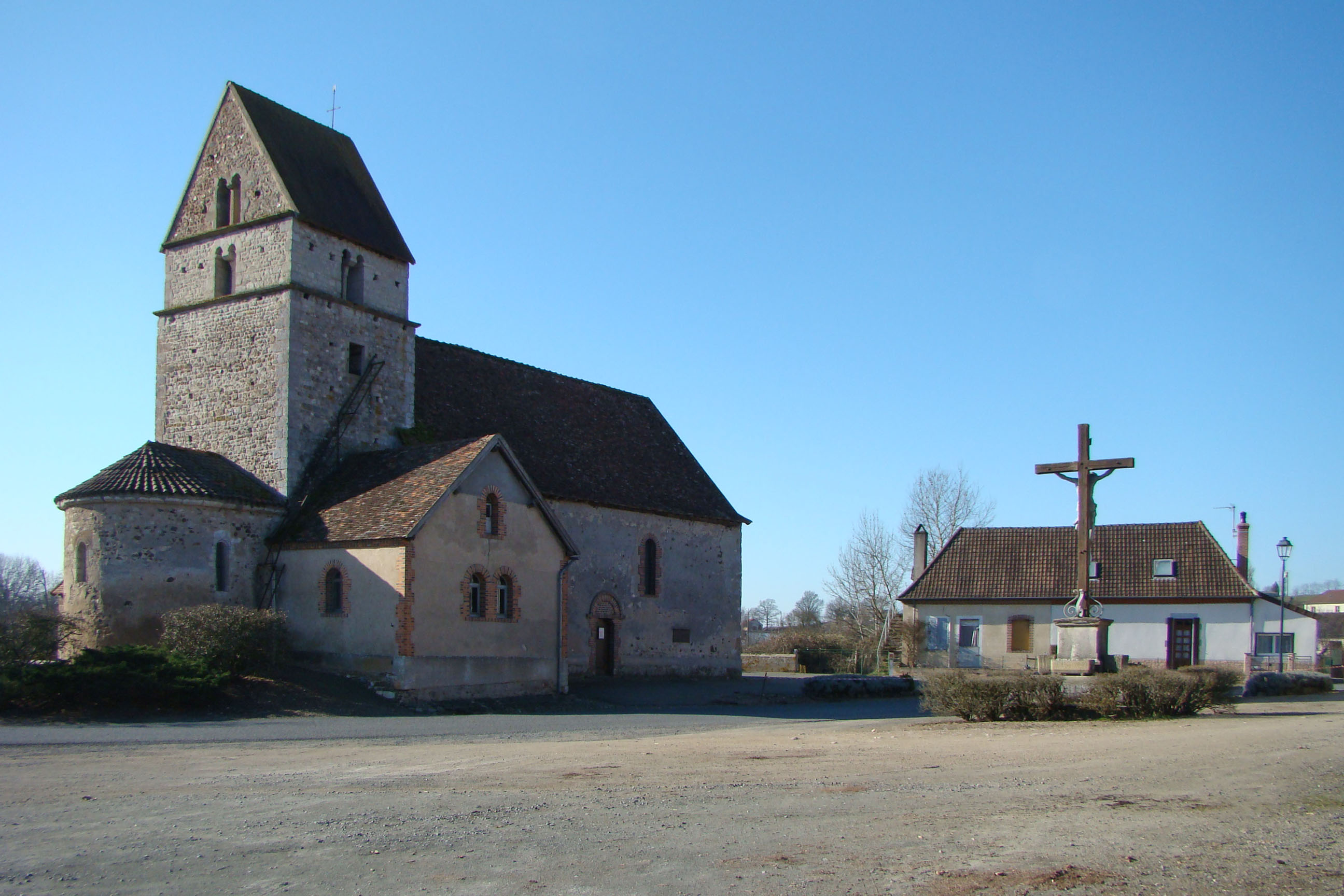
Vue générale de l'église de Maltat, sous le vocable de saint Syagre.

- l'église Saint-Syagre, au clocher coiffé en bâtière[18], qui trône à la sortie de village. Ce lieu de culte de style roman, construit au XIe siècle et restauré plus tard, conserve encore son chœur d'origine. Ce chœur est constitué d’une abside en cul-de-four de forme semi-circulaire prolongée par une partie rectangulaire joignant la travée sous le clocher. Cette travée est voûtée par une coupole octogonale sur trompes. Les murs, épais de plus d’un mètre, ne sont pas étayés par des contreforts. Les fenêtres ébrasées sont petites. Les grands arcs en calcaire récifal proviennent de la carrière des Jeandiaux (Vitry-sur-Loire). La nef, qui a été rehaussée, est fortement désaxée par rapport au chœur ; elle est éclairée par cinq grandes ouvertures (sans doute du XVIIIe siècle). La charpente à triple faîtage, datée de 1742, dégagée en 1971, est remarquable[19].